# Џони Кеш
Џони "Џ.Р." Кеш (Кингсленд, 26. фебруар 1932 — Нешвил, 12. септембар 2003) био је амерички певач, текстописац, гитариста, глумац и композитор који се широм света сматра једним од најутицајнијих музичара 20. века. Иако првенствено запамћен као икона кантри музике, његове песме садрже елементе рокенрола, рокабилија, блуза, фолка и госпела. Управо ова музичка свестраност је донела Кешу ретку част да буде примљен у три различите куће славних (Кантри, Рокенрол и Госпел музике).
Кеш је остао упамћен по свом дубоком бас-баритон гласу, препознатљивом звуку свог пратећег бенда "Тројка из Тенесија", по бесплатним концертима у затворима, имиџу због ког је зарадио надимак "Човек у црном" (Man in Black). Традиционално је своје концерте започињао једноставним поздравом "Здраво, ја сам Џони Кеш", а затим би уследила његова препознатљива нумера Folsom Prison Blues.
У својим песмама је опевао различите теме, најчешће пева о патњи, моралним дилемама и искупљењу, нарочито у каснијој фази каријере. Његове најпознатије нумере су: I Walk the Line, Folsom Prison Blues, Ring of Fire, Get Rhythm, Man in Black. Такође је снимао и шаљиве песме као што су: One Piece at a Time и A Boy Named Sue; дует са својом будућом супругом Џун Картер под називом Jackson (ког су пратили бројни дуети настали за време њиховог брака); и железничарске теме Hey, Porter и Rock Island Line. У последњој фази своје каријере Кеш је обрађивао песме модерних рок музичара, од којих је свакако најуспешнија обрада групе Nine Inch Nails - Hurt.

## Живот

### Наслеђе
Кеш је био шкотског подрекла, али то је сазнао тек кад се почео бавити проучавањем свог породично стабла. Након случајног сусрета с бившим земљопоседником са Фалкланда, мајором Мајклом Кричтон-Стјуартом, нашао је корене породице Кеш још у 11. веку у Фифеу у Шкотској.
У младости је веровао како је углавном ирских и индијанских корена (било му је речено како је једна четвртина Чероки). Чак и кад је сазнао да нема индијанске крви, Кеш је очувао осећај саосећајности за америчке домороце. Ови осећаји изражени су и у неким његовим песмама, као што су „Апачке сузе” и „The Ballad of Ira Hayes”, те на његову албуму Bitter Tears.

### Детињство и младост
Џони Кеш рођен је као Џ. Р. Кеш у Кингсланду у држави Аркансас у породици Реја и Кари (девојачки Риверс) Кеш, а одрастао је у Дајесу у истој држави.
Кешу је наводно дано име „Џ.Р.” јер његови родитељи нису могли да се усугласе око имена, само око иницијала. Кад је регрутован у Америчко ратно ваздухопловство, војска није могла да прихвати иницијале уместо имена, па је усвојио Џон Р. Кеш као своје законско име. Године 1955, након потписивања уговора са Сан рекордсом, за уметничко име је узео Џони Каш. Његови пријатељи и женина родбина обично су га звали Џон, док су га чланови његове породице наставили да зову Џ.Р.
Кеш је био једно од седмеро деце: Реба Ханкок, Џек, Џоан (Кеш-Јејтс), Томи, Рој и Лоуиз Каш Гарет. Његов млађи брат, Томи Кеш, такође је постао успешан каунтри музичар.
Са пет година, Џ.Р. је радио на пољима памука, певајући уз рад са породицом. Породична фарма је бар једном била поплављена, што га је касније инспирисало за песму „Five Feet High and Rising”. Економски и лични проблеми породице током Велике депресије инспирисали су многе његове песме, поготово оне о људима који се суочавају са сличним потешкоћама.
Кеш је био врло близак с братом Џеком, који је био две године старији. Џек је 1944. подлетео под велику пилу у пилани где је радио која га је готово преполовила. Умро је након надељу дана испуњених ужасним патњама. Кеш је често говорио о кривњи коју је осећао због тог догађаја. Према књизи Кеш: Аутобиографија, његов отац је тог јутра отишао. Његова мајка, он и сам Џек су имали лош предосећај тог дана па је мајка рекла Џеку да тај дан не иде на посао него да оде с братом на пецање. Џек је инсистирао на раду, јер је породици требало новца. На својој посмртној постељи, Џек је бунцао о визијама раја и анђела. Деценијама касније, Кеш је говорио како се радује да ће се сусрести с братом у небесима. Написао је како је у својим сновима често виђао брата који је увек био две године старији од оног колико је он сам у том тренутку имао година.
Кешовим раним успоменама доминирали су госпел музика и радио. Уз помоћ своје мајке и пријатеља из детињства, Џони је као дете научио да свира гитару и пише песме. У средњој школи је певао на локалној радијској групи; неколико деценија касније објавио је албум традиционалних госпел песама, назван My Mother's Hymn Book. Он је био је и под утицајем традиционалне ирске музике коју су сваке недеље на радију изводили Денис Деј i Џек Бени.
Кеш се придружио Ратном ваздухопловству. Након основне обуке у бази Лакланд и техничке обуке у бази Брукс, у Сан Антонију, Кеш је додељен обавештајном оделу у немачком Ландсбергу, као декодер Морсеова кода. Дана 3. јула 1954. је часно отпуштен с чином наредника. Вратио се у Тексас.

### Први брак
Током обуке, Кеш је 18. јула 1951. на клизалишту у Сан Антонију упознао Вивиан Либерто. Месец дана након отпуста, 7. августа 1954, венчали су се у католичкој цркви свете Ане у Сан Антонију. Добили су четири кћери: Росан (рођена 24. маја 1955), Катлин „Кати” (рођена 16. априла 1956), Синтија „Синди” (рођена 29. јула 1958) и Тара Џоан (рођена 24. августа 1961).

## Каријера

### Рана каријера
Пар се 1954. преселио у Мемфис у држави Тенеси, где је он продавао алат док се обучавао за радијског најављивача. По ноћи је свирао с Лутером Перкинсом и басистом Мар[аллом Грантом. Перкинс и Грант су били познати као Тенесијска двојка. Кеш је скупио довољно храбрости и посетио студио Сан Рекордса, надајући се да ће добити уговор за снимање. Након аудиције код Сама Филипса, певајући углавном госпел песме, Филипс му је рекао, „иди кући и греши, а онда дођи с песмом коју могу продати”. Кеш је временом придобио филипса с новим песмама отпеваним у његовом раном френетичном стилу. Његове прве пјесме за Сан, „Hey Porter” и „Cry, Cry, Cry”, објављене су 1955. те су постигле осетан успех на каунтри хит паради.
Кешов следећи албум, Folsom Prison Blues, пробио се међу првих пет кантри албума, а „I Walk the Line” је постала број један. Исте године Кеш је постао први Санов музичар који је објавио ЛП албум. Иако је био Санов најпродаванији и најпрофилиранији музичар, Кеш је сматрао како је ограничен својим уговором. Елвис Присли је већ био напустио Сан, а Филипс је највише пажње посвећивао промоцији Џерија Ли Луиса. Кеш је следеће године напустио марку како би потписао уносни уговор с Колумбија рекордсом, где је његов сингл „Don't Take Your Guns to Town” постао један од њихових главних хитова.
Почетком шездесетих, Кеш је путовао на турнеје с Картер фамилијом, коју су у то време чинили кћери мајке Мајбел, Анита, Џун и Хелен. Јуне, с којом ће се Кеш касније венчати, касније се присетила како се у то време издалека дивила Џонију.